# Parapseudoleptomesochra incerta
Parapseudoleptomesochra incerta is een eenoogkreeftjessoort uit de familie van de Ameiridae. De wetenschappelijke naam van de soort is voor het eerst geldig gepubliceerd in 1933 door Chappuis.